# Alsophylax przewalskii
Espèce
Synonymes
- Gymnodactylus microtis Blanford, 1875

Statut de conservation UICN

 LC  : Préoccupation mineure
Alsophylax przewalskii est une espèce de geckos de la famille des Gekkonidae.

## Répartition
Cette espèce est endémique du Xinjiang en Chine.

## Description
C'est un gecko insectivore, arboricole et nocturne.

## Étymologie
Cette espèce est nommée en l'honneur de Nikolaï Mikhaïlovitch Prjevalski.

## Publication originale
- Strauch, 1887 : Bemerkungen über die Geckoniden-Sammlung im zoologischen Museum der kaiserlichen Akademie der Wissenschaften zu St. Petersburg. Mémoires de l'Académie impériale des sciences de Saint-Pétersbourg, ser. 7, vol. 35, no 2, p. 1-72 (texte intégral).